# Wioślarstwo na Letnich Igrzyskach Olimpijskich 1936 – ósemka ze sternikiem mężczyzn
Rywalizacja w ósemkach mężczyzn w wioślarstwie na Letnich Igrzyskach Olimpijskich 1936 rozgrywana była między 12 a 14 sierpnia 1936 na torze regatowym na jeziorze Langer See w Grünau.
Do rywalizacji przystąpiło 14 osad.

## Terminarz
| Data             | Godzina |          |
| ---------------- | ------- | -------- |
| 12 sierpnia 1936 | 17:15   | Runda 1  |
| 13 sierpnia 1936 | 18:15   | Repasaże |
| 14 sierpnia 1936 | 18:00   | Finały   |

## Format
W rundzie 1 rozegrano trzy wyścigi, z których zwycięskie osady awansowały do finału, pozostałe zaś do repasaży. Z trzech wyścigów repasażowych tylko zwycięskie osady awansowały do finału, pozostałe osady odpadały z rywalizacji.

## Wyniki

### Runda 1
Bieg 1
| Miejsce | Narodowość        | Zawodnik | Czas   | Kwal. |
| ------- | ----------------- | --- | ------ | ----- |
| 1.      | Stany Zjednoczone | Herbert Morris, Charles Day, Gordon Adam, John White, James McMillin, George Hunt, Joe Rantz, Donald Hume, Robert Moch                                | 6:00,8 | Q     |
| 2.      | Wielka Brytania   | Tom Askwith, Ran Laurie, John Cherry, Hugh Mason, McAllister Lonnon, Annesley Kingsford, Desmond Kingsford, John Couchman, Noel Duckworth             | 6:02,1 |       |
| 3.      | Francja           | Émile Lecuirot, Louis Devillié, Henri Souharce, Alphonse Bouton, Camille Becanne, Bernard Batillat, Jean Cottez, Marcel Charletoux, Claude Lowenstein | 6:11,6 |       |
| 4.      | Japonia           | Tadashi Negishi, Masaru Kashiwahara, Shusui Sekigawa, Isamu Mita, Osamu Kitamura, Haruyoshi Nakagawa, Takeo Hori, Yoshiteru Suzuki, Tadashi Shimijima | 6:12,3 |       |
| 5.      | Czechosłowacja    | Karel Brandstätter, Pavel Parák, Jan Holobrádek, Ladislav Smolík, František Šír, František Kobzík, Rudolf Baránek, Antonín Hrstka, Bedřich Procházka  | 6:28,6 |       |

Bieg 2
| Miejsce | Narodowość | Zawodnik | Czas   | Kwal. |
| ------- | ---------- | --- | ------ | ----- |
| 1.      | Węgry      | Pál Domonkos, Sándor von Korompay, Hugó Ballya, Imre Kapossy, Antal Szendey, Gábor Alapy, Frigyes Hollósi, László Szabó, Ervin Kereszthy               | 6:07,6 | Q     |
| 2.      | Włochy     | Guglielmo Del Bimbo, Dino Barsotti, Oreste Grossi, Enzo Bartolini, Mario Checcacci, Dante Secchi, Ottorino Quaglierini, Enrico Garzelli, Cesare Milani | 6:08.1 |       |
| 3.      | Kanada     | Cedric Liddell, Grey McLeish, Joseph Harris, Ben Sharpe, Jack Cunningham, Charles Matteson, Harry Fry, Claude Saunders, George MacDonald               | 6:14,3 |       |
| 4.      | Australia  | Len Einsaar, Joe Gould, Mervyn Wood, Walter Jordan, George Elias, Wal Mackney, William Cross, Don Fergusson, Norman Ella                               | 6:21,9 |       |
| 5.      | Brazylia   | Arno Franzen, Maximo Fava, Ernesto Sauter, Alfredo de Boer, Frederico Tadewald, Henrique Kranen, Nilo Franzen, Lauro Franzen, Rodolpho Rath            | 6:33,2 |       |

Bieg 3
| Miejsce | Narodowość    | Zawodnik | Czas   | Kwal. |
| ------- | ------------- | --- | ------ | ----- |
| 1.      | Szwajcaria    | Werner Schweizer, Fritz Feldmann, Rudolf Homberger, Oskar Neuenschwander, Hermann Betschart, Hans Homberger, Alex Homberger, Karl Schmid, Rolf Spring | 6:08,4 | Q     |
| 2.      | III Rzesza    | Alfred Rieck, Helmut Radach, Hans Kuschke, Heinz Kaufmann, Gerd Völs, Werner Loeckle, Hans-Joachim Hannemann, Herbert Schmidt, Wilhelm Mahlow         | 6:08,5 |       |
| 3.      | Królestwo SHS | Leonardo Bujas, Rade Sunara, Vice Jurišić, Marjan Zaninović, Ante Krnčević, Špiro Grubišić, Stipe Krnčević, Ćiril Ban, Pavao Ljubičić                 | 6:15,5 |       |
| 4.      | Dania         | Remond Larsen, Olaf Klitgaard Poulsen, Poul Byrge Poulsen, Keld Karise, Bjørner Drøger, Carl Berner, Knud Olsen, Emil Boje Jensen, Harry Gregersen    | 6;18,0 |       |

### Repasaże
Bieg 1
| Miejsce | Narodowość     | Zawodnik | Czas   | Kwal. |
| ------- | -------------- | --- | ------ | ----- |
| 1.      | III Rzesza     | Alfred Rieck, Helmut Radach, Hans Kuschke, Heinz Kaufmann, Gerd Völs, Werner Loeckle, Hans-Joachim Hannemann, Herbert Schmidt, Wilhelm Mahlow        | 6:44,9 | Q     |
| 2.      | Australia      | Len Einsaar, Joe Gould, Mervyn Wood, Walter Jordan, George Elias, Wal Mackney, William Cross, Don Fergusson, Norman Ella                             | 6:55,1 |       |
| 3.      | Czechosłowacja | Karel Brandstätter, Pavel Parák, Jan Holobrádek, Ladislav Smolík, František Šír, František Kobzík, Rudolf Baránek, Antonín Hrstka, Bedřich Procházka | 7:07,8 |       |
| 4.      | Dania          | Remond Larsen, Olaf Klitgaard Poulsen, Poul Byrge Poulsen, Keld Karise, Bjørner Drøger, Carl Berner, Knud Olsen, Emil Boje Jensen, Harry Gregersen   | DNF    |       |

Bieg 2
| Miejsce | Narodowość    | Zawodnik | Czas   | Kwal. |
| ------- | ------------- | --- | ------ | ----- |
| 1.      | Włochy        | Guglielmo Del Bimbo, Dino Barsotti, Oreste Grossi, Enzo Bartolini, Mario Checcacci, Dante Secchi, Ottorino Quaglierini, Enrico Garzelli, Cesare Milani | 6:35,6 | Q     |
| 2.      | Japonia       | Tadashi Negishi, Masaru Kashiwahara, Shusui Sekigawa, Isamu Mita, Osamu Kitamura, Haruyoshi Nakagawa, Takeo Hori, Yoshiteru Suzuki, Tadashi Shimijima  | 6:42,3 |       |
| 3.      | Królestwo SHS | Leonardo Bujas, Rade Sunara, Vice Jurišić, Marjan Zaninović, Ante Krnčević, Špiro Grubišić, Stipe Krnčević, Ćiril Ban, Pavao Ljubičić                  | 6:47,3 |       |
| 4.      | Brazylia      | Arno Franzen, Maximo Fava, Ernesto Sauter, Alfredo de Boer, Frederico Tadewald, Henrique Kranen, Nilo Franzen, Lauro Franzen, Rodolpho Rath            | 7;06,1 |       |

Bieg 3
| Miejsce | Narodowość      | Zawodnik | Czas   | Kwal. |
| ------- | --------------- | --- | ------ | ----- |
| 1.      | Wielka Brytania | Tom Askwith, Ran Laurie, John Cherry, Hugh Mason, McAllister Lonnon, Annesley Kingsford, Desmond Kingsford, John Couchman, Noel Duckworth             | 6:29,3 | Q     |
| 2.      | Kanada          | Cedric Liddell, Grey McLeish, Joseph Harris, Ben Sharpe, Jack Cunningham, Charles Matteson, Harry Fry, Claude Saunders, George MacDonald              | 6:33,8 |       |
| 3.      | Francja         | Émile Lecuirot, Louis Devillié, Henri Souharce, Alphonse Bouton, Camille Becanne, Bernard Batillat, Jean Cottez, Marcel Charletoux, Claude Lowenstein | 6:36,6 |       |

### Finał
| Miejsce | Narodowość        | Zawodnik | Czas   |
| ------- | ----------------- | --- | ------ |
| złoto   | Stany Zjednoczone | Herbert Morris, Charles Day, Gordon Adam, John White, James McMillin, George Hunt, Joe Rantz, Donald Hume, Robert Moch                                 | 6:25,4 |
| srebro  | Włochy            | Guglielmo Del Bimbo, Dino Barsotti, Oreste Grossi, Enzo Bartolini, Mario Checcacci, Dante Secchi, Ottorino Quaglierini, Enrico Garzelli, Cesare Milani | 6:26,0 |
| brąz    | III Rzesza        | Alfred Rieck, Helmut Radach, Hans Kuschke, Heinz Kaufmann, Gerd Völs, Werner Loeckle, Hans-Joachim Hannemann, Herbert Schmidt, Wilhelm Mahlow          | 6:26,4 |
| 4.      | Wielka Brytania   | Tom Askwith, Ran Laurie, John Cherry, Hugh Mason, McAllister Lonnon, Annesley Kingsford, Desmond Kingsford, John Couchman, Noel Duckworth              | 6:30,1 |
| 5.      | Węgry             | Pál Domonkos, Sándor von Korompay, Hugó Ballya, Imre Kapossy, Antal Szendey, Gábor Alapy, Frigyes Hollósi, László Szabó, Ervin Kereszthy               | 6:30,3 |
| 6.      | Szwajcaria        | Werner Schweizer, Fritz Feldmann, Rudolf Homberger, Oskar Neuenschwander, Hermann Betschart, Hans Homberger, Alex Homberger, Karl Schmid, Rolf Spring  | 6:35,8 |